# Lockheed Martin X-44 MANTA
Lockheed Martin X-44 MANTA (Multi-Axis No-Tail Aircraft) là một thiết kế máy bay của Lockheed Martin, được NASA và Không quân Hoa Kỳ nghiên cứu.